# ヴァドヴィツェ

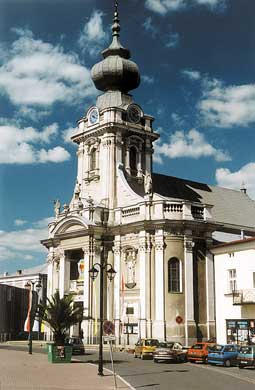
バシリカ聖堂

ヴァドヴィツェ（Wadowice (ポーランド語: [vadɔˈvit͡sɛ] ( 音声ファイル); ドイツ語: Frauenstadt – Wadowitz)）は、ポーランド中南部、現在はマウォポルスカ県西端のヴァドヴィツェ郡に位置する町。シロンスク高原上、スカワ川（ヴィスワ川の支流）流域にある。古都クラクフからは50km離れている。ヴァドヴィツェ郡の行政中心地であり、クラクフとチェシン（Cieszyn）を結ぶ国際道路沿いに位置する。
ローマ教皇ヨハネ・パウロ2世の出生地として知られる。

## 歴史
ヴァドヴィツェについての最も古い記述は1327年のものである。オシフィエンチム公ヤン1世スホラスティクがボヘミア王ヨハンに送った封土台帳にWadowiczの綴りで書かれている。
1430年に大火災によって町は一旦焼滅したものの復興し、オシフィエンチム公カジミェシュ1世により、市町の特権を与えられた。1482年にザトル公ヴワディスワフによって彼の死（1489年）までヴァドヴィツェ公国の首都となる。
16世紀には、家内工業と商業の中心地であった。この時期に特筆すべき出身者にマルチン・ヴァドヴィタ（Marcin Wadwita）がいる。彼は、クラクフのヤギェウォ大学の神学者・哲学者・助祭であり、またヴァドヴィツェに病院と初等教育学校を設立した。
1819年、オーストリア帝国に併合されたヴァドヴィツェの地域は広がり、3380平方キロメートルに亘り、10の町、2の市場の集落、340の村を抱え、人口は35万人を数えた。初代予備軍隊長ルドヴィク・ド・セルト（Ludwik de Sertes）の頃には、ヴァドヴィツェの町には2,500人の人口があった。
1867年から1975年までヴァドヴィツェのコミュニティーの管理の所在地であった。

## 出身者
上述したマルチン・ヴァドヴィタ（Marcin Wadwita）、のちにローマ教皇ヨハネ・パウロ2世となったカロル・ヴォイティワ、そして、ゴドウィン・ブルモフスキ（Godwin Brumowski）が知られている。
ブルモフスキはオーストリアのパイロットであり、オーストリア＝ハンガリー帝国軍の戦闘機のエースパイロットとして第一次世界大戦中に活躍した。
哲学者のエーミール・ラスクも知られている。